# Двойной (приток Улуюла)
Двойной — река в Томской области России, левый приток Улуюла. Устье реки находится в 90 км от устья Улуюла по левому берегу. Со времён составления водного реестра устье, вероятно, сместилось ниже по течению Улуюла на 3 км. Протяжённость реки 17 км.

## Данные водного реестра
По данным государственного водного реестра России относится к Верхнеобскому бассейновому округу, водохозяйственный участок реки — Чулым от водомерного поста села Зырянское до устья, речной подбассейн реки — Чулым. Речной бассейн реки — (Верхняя) Обь до впадения Иртыша.
Код водного объекта — 13010400312115200022190.